# Bearna
Bearna (Engels: Barna) is een plaats in het Ierse graafschap Galway. De plaats telt 1.878 inwoners en bevindt zich in de Gaeltacht hoewel door de nabijheid van grote stad Galway en de bijhorende suburbanisatie Bearna overwegend Engelssprekend geworden is. Volgens de volkstelling van 2011 gebruikte 24% van de inwoners van Bearna het Iers als dagelijkse taal. Niettemin is het Iers nog steeds de hoofdtaal van het westelijke en noordelijke achterland van het dorp. Ook is Bearna een toegangspoort geworden voor de grootste Ierstalige regio van het land. 